# Basella
|  | No s'ha de confondre amb Bassella. |

Basella és un gènere de plantes amb flors de l'ordre de les cariofil·lals.

## Particularitats
El gènere comprèn cinc espècies. L'espinac de Malabar (Basella alba) és una fulla comestible important a algunes zones d'Àsia.

## Taxonomia
- Basella alba - espinac de Malabar
- Basella excavata Scott-Elliot
- Basella leandriana H.Perrier
- Basella madagascariensis Boivin ex. H.Perrier de la Bathie
- Basella paniculata Volkens